# Tore Reginiussen
Tore Reginiussen est un footballeur international norvégien né le 10 avril 1986 à Alta en Norvège. Il évolue au poste de défenseur.

## Palmarès
- Championnat de Norvège : 2015 et 2016